# آلفرد پنینگتون
آلفرد پنینگتون (انگلیسی: Alfred Pennington؛ زادهٔ ۱۸۷۵) بازیکن فوتبال است.
از باشگاه‌هایی که در آن بازی کرده‌است می‌توان به باشگاه فوتبال گریمزبی تاون و باشگاه فوتبال شروزبری تاون اشاره کرد.